# 西西雅图大桥

西西雅图大桥（官方名称：珍妮特·威廉斯纪念大桥）是美国华盛顿州西雅图的一座跨过杜瓦米什河的懸臂橋，全长795米。